# Archie Brown (Fußballspieler)
{{Team-Station|2025-|Fenerbahçe Istanbul
Archibald „Archie“ Norman Brown (* 28. Mai 2002) ist ein englischer Fußballspieler.

## Karriere
Brown wurde in der Akademie von Derby County ausgebildet. Ab Sommer 2019 kam er für die U-23-Mannschaft in der englischen Reserveliga, der Premier League 2, zum Einsatz. In zwei Spielzeiten absolvierte der Linksverteidiger 25 Ligapartien für das U-23-Team. Im Sommer 2021 wechselte er in die Schweiz zum Erstligisten FC Lausanne-Sport. Am 28. November 2021 gab er bei der 0:3-Niederlage gegen den Servette FC sein Debüt in der Super League, als er in der 70. Minute für Trae Coyle eingewechselt wurde. Insgesamt bestritt er in seiner ersten Saison 4 von 36 möglichen Ligaspielen für Lausanne. Dazu kamen vier Spiele für die U 21-Mannschaft, in denen er ein Tor schoss. Die Saison endete mit dem Abstieg von Lausanne in die Challenge League.
Dort bestritt er 34 von 36 möglichen Ligaspiele. In den zwei fehlenden Spielen war er nach einer gelben Karte bzw. einer gelb-roten Karte gesperrt. Dazu kamen zwei Pokalspiele. Lausanne gelang der sofortige Wiederaufstieg in der Super League. 
In der Saison 2023/24 bestritt er die ersten drei Ligaspiele für Lausanne. Mitte August 2023 wechselte er zum belgischen Erstdivisionär KAA Gent, bei dem er einen Vertrag mit einer Laufzeit von vier Jahren unterschrieb. Dort bestritt er in seiner ersten Saison 31 von 39 möglichen Ligaspielen, zwei Pokalspiele und acht Spiele im Europapokal. In der nächsten Saison waren es 32 von 40 möglichen Ligaspielen, in denen er ein Tor schoss, sowie 14 Spiele im Europapokal mit zwei geschossenen Toren.

## Länderspiele
Im Juni 2024 wurde Brown erstmals bei zwei Freundschaftsspielen gegen die U 21-Mannschaft von Schweden und Irland in der englischen U 20-Nationalmannschaft eingesetzt.